# Chromatographie de partage centrifuge
La chromatographie de partage centrifuge (CPC) est une technique de séparation préparatoire visant à séparer un analyte de sa matrice sans support solide à l’aide de la force centrifuge d’une phase stationnaire et d’une différence de densité entre les phases non-miscibles. Elle sert principalement à la purification de composés naturels.

## Histoire
En juin 1941, la Société britannique de biochimie a tenu sa 214e réunion à Londres, à l'Institut national de recherche mMédicale. Lors de cette réunion, deux jeunes chimistes, A.J.P. Martin et R.L.M. Synge, respectivement 31 et 26 ans, ont présenté leur article établissant la séparation ainsi que la détermination des acides monoamino monocarboxyliques présents dans la laine en utilisant une nouvelle méthode. Cette conférence et leurs publications détaillées subséquentes mettent en lumière la naissance de la chromatographie de partage centrifuge. En 1951, soit exactement 10 ans plus tard, le scientifique Martin et un autre jeune scientifique, âgé de 29 ans A.T. James, ont soumis le manuscrit d’un article majeur décrivant une extension de la chromatographie de partage dans laquelle la phase mobile était un gaz. Cette publication représente la naissance de la chromatographie gaz-liquide (GLPC). 
Les deux scientifiques, soient A.J.P. Martin et R.L.M. Synge, ont tous les deux étudiés au sein de l’Université de Cambridge en Angleterre. Depuis son enfance, Martin a toujours été fasciné par la distillation fractionnelle et a toujours voulu faire génie chimique comme carrière. Cependant, sous l’influence du Professeur, J.B.S. Haldane, ce dernier a étudié en biochimie soit le même programme de Synge. Après leur graduation, soit en 1932 et 1936, Martin rejoint le « Dunn National Laboratory » et conduit des recherches sur la vitamine E. C’est un jour, lors de la conférence du Dr Winterstein du laboratoire de Kuhn en Allemagne, que Martin a très bien reconnu la similitude entre la chromatographie et la théorie de la distillation. Cependant, n’ayant pas poursuivi ce sujet à l’époque, ce dernier mémorisa la démonstration du Dr Winterstein.  
De son côté, Synge étain actif au sein de l’Université de Cambridge, au laboratoire biochimique. En 1938, ce dernier a reçu une bourse offerte par « International Wool Secretariat » (IWS). Il a été proposé à Synge d’étudier en détail la composition en acides aminés de la laine et également d’essayer d’améliorer les méthodes d’analyse des acides aminés. Lors de ces études, le scientifique remarqua qu’il fallait qu’il réalise une extraction liquide-liquide. À cette époque, il a été suggéré à Synge de contacter Martin, qui lui avait beaucoup d’expérience dans le processus d’extraction liquide-liquide.
Les travaux menés par le scientifique Synge cherchaient à réaliser une étude approfondie sur la composition d’acides aminées dans la laine. Cependant, l’appareil de Martin ne convenait pas pour une utilisation avec un système chloroforme-eau. Sur ce, ce dernier, en collaboration avec Synge, conçu une machine complètement différente, maintenant pour l’extraction en continu à contre-courant liquide-liquide, au sein des laboratoires de la « British Wool Industries Research Association » à Leeds au Royaume-Uni. Cependant, cette machine représentait plusieurs problèmes et inconvénients tels la lutte contre la somnolence due à la vapeur de chloroforme, la non-qualification sur la séparation des monoamino-acides monocarboxyliques présents dans la laine, Martin surnomma la machine comme étant un « morceau diabolique d’appareil ».
En 1940, Martin réalisa que le problème était lié à la création d’équilibres dans deux liquides se déplaçant dans la direction opposée. En fait, selon le scientifique, il n’était pas nécessaire de déplacer les deux liquides mais seulement un tout en maintenant l’autre stationnaire dans le tube. Une fois cette solution réalisée, Martin et Synge ont décidé que l’eau devrait servir de phase stationnaire et de chloroforme comme phase mobile. C’était donc la naissance de la chromatographie de partage, aussi connu sous la chromatographie de partage centrifuge.

## Théorie

### Principe
Le but de la technique de la CPC est donc de pouvoir faire une séparation préparatoire liquide-liquide sur colonne sans avoir besoin de support solide. Deux phases liquides immiscibles seront donc utilisées et formeront ainsi le système de solvant, la phase qui restera dans la colonne sera la phase stationnaire et la phase qui portera l’échantillon et qui s’écoulera de la colonne sera la phase mobile ou l’éluant. Les molécules seront séparées selon leurs différences de partage entre les deux phases. L’une des particularités intéressantes de la CPC est de pouvoir utiliser n’importe quel système de solvants immiscibles, mais il est préférable que la différence entre la densité de la phase mobile et la phase stationnaire soit importante pour pouvoir mieux les départager. Le champ centrifuge provoqué par la rotation de la colonne apporte aussi des effets particuliers. Il permet d’aider le partage entre la phase stationnaire et la phase mobile mais aussi de garder la phase stationnaire dans la colonne avec l’aide de la forme spéciale de la colonne et de la différence de densité entre les deux phases.
La phase mobile contenant l’échantillon est alors introduite dans la colonne et elle traversera la phase stationnaire. Il se produit alors des échanges de molécules entre les deux phases il se produit une séparation de l’échantillon entre les deux phases. Cette séparation se fait surtout en fonction du coefficient de partage spécifique du composé en fonction des deux solvants. Toutefois, elle dépend aussi des coefficients de transfert de masse, du débit, du champ centrifuge, et de la nature des deux phases. La phase mobile décante donc et le composé A se retrouve dissout dans les deux phases selon :
{\displaystyle [A]=[A]_{phase\ sup{\acute {e}}rieure}+[A]_{phase\ inf{\acute {e}}rieure}}
{\displaystyle K_{d}=[A]_{phase\ stationnaire} \over [A]_{phase\ mobile}:}

Exemple de séparation de composés pour une phase mobile plus dense (bleu) que la phase stationnaire (jaune)
La phase mobile est insérée avec l'échantillon, points verts, rouges et mauves, qui vont s'éluer dans l'ordre mauve, rouge et vert. Il est possible de remarquer que l'affinité du composé mauve pour la phase mobile est très grande par rapport à celle de la phase stationnaire (Kd petit), alors que pour le composé rouge l'affinité de la phase mobile est du même ordre que l'affinité pour la phase stationnaire (Kd=1) et finalement pour le composé vert, il s'agit du contraire du composé mauve, il a plus d'affinité pour la phase stationnaire et ne sort de la colonne que difficilement (Kd grand).

Donc puisque Kd varie en fonction de la température, nous pouvons déterminer avec ces deux équations et pour une température donnée que 
{\displaystyle \alpha (A)={[A]_{phase\ sup{\acute {e}}rieure}: \over [A]_{phase\ inf{\acute {e}}rieure}}}
Il est à noter qu’une bonne valeur de Kd se situe habituellement entre 0,5 et 5 tout dépendant des applications. Un Kd trop près de zéro aurait trop d’affinité avec la phase mobile et ne serait jamais retenu par le système, alors que s’il était trop grand, il ne quitterait que difficilement le système. En ayant les Kd des solutés on peut alors déterminer un bon système de solvant pour avoir une bonne séparation. Après un certain temps, la phase mobile passe à une autre cellule et le principe recommence, les deux phases immiscibles sont mélangées et séparées plusieurs fois. La phase mobile traversera ainsi toute la colonne et séparera ses solutés selon leur capacité à rester dans celle-ci. À la fin de la colonne, les fractions éluées des phases mobiles et stationnaires sont récupérées et les solutés seront ainsi purifiés. La CPC peut aussi être utilisée pour atteindre des réactions au-delà de l’équilibre thermodynamique puisque la réaction se passe dans la phase stationnaire alors que les produits sont séparés dans la phase mobile. La production des produits se faisant de manière simultanée avec leur séparation, la réaction inverse est ainsi empêchée. Plusieurs systèmes de solvants peuvent être utilisés pour procéder à une CPC. Ils s’accompagnent d’une myriade de propriétés particulières, comme la polarité, la présence de réactifs d’extraction, la nature des solvants qui peut être aqueuse, organique, bio-organique ou inorganique. La plupart des systèmes vont aussi être qualifiables pour des fins d’analyse. On peut même utiliser un système de 2 à 5 solvants, surtout pour le fractionnement d’extraits végétaux tel le système Hex/AE/BuOH/MeOH/H2O par Oka et al. et bien d’autres. Il n’y a en fait que trois critères à respecter pour avoir un système de solvants : au moins deux phases immiscibles, la phase stationnaire doit être retenue dans la colonne, l’échantillon doit pouvoir être séparé par le système. Si le composé est non-polaire ou instable dans l’eau il est préférable d’avoir deux phases non-aqueuses. Si les molécules sont ionisables, il est possible de rajouter des ions ou des molécules échangeuses dans le système. S’il s’agit de macromolécules ou de particules de cellules un système de polymère en phase aqueuse/aqueuse est l’idéal, ou si elles sont versatiles, deux solutions existent, un système oxyde de polyéthylène (PEO)/phosphate de potassium où il est possible d’ajuster le Kd avec la masse molaire du PEO ou en modifiant le pH ou la concentration du tampon de phosphate. La deuxième possibilité est un système PEO 6000/Dextran 500 qui donne un environnement propice pour la séparation de mammifère tout en optimisant l’osmolarité et le pH avec des électrolytes. Il est aussi possible de faire de la pré concentration et de la séparation d’inorganiques avec la CPC. Pour cela, une phase stationnaire contenant des réactifs échangeurs d’ions dans un solvant organique est une option populaire. Dans ces cas la phase mobile ne doit pas interférer alors des solutions d’acides inorganiques avec leurs sels sont de mise, bien qu’elle pourrait aussi contenir des agents complexant qui iraient se lier à un ou plusieurs solutés lors de la séparation.

### Fonctionnement
Avec une machine à CPC, le processus d’extraction sera fait des centaines de fois automatiquement. Il faut donc premièrement choisir le système de solvants en se basant sur les données trouvées dans la littérature ou selon des expériences personnelles. Une fois fait, on commence à pomper la phase stationnaire dans la colonne. La colonne correspond à une série de canaux liés en cascade par des capillaires et alignées en cartouche ou en disques d’acier inoxydable empilés autour d’un rotor en rotation. En général, 1 200 micro-cellules séparées et connectées ensemble en série. Cette rotation engendre un champ centrifuge constant qui permet de retenir la phase stationnaire contre le passage continu de la phase mobile dans la colonne avec l’aide de la forme spécifique des conduits. Ce passage permettra d’ailleurs aux phases d’interagir suffisamment ensemble. La phase stationnaire est donc introduite dans la colonne alors que celle-ci tourne à vitesse modérée soit à 200 tr/min en général. La phase mobile contenant les solutés est ensuite insérée sous pression et pompée à travers la phase stationnaire. Elle peut s’écouler dans la colonne grâce, encore une fois, à la conception spéciale des conduits.2 L’élution et la direction de pompage peuvent se faire de manière ascendante ou descendante selon les besoins grâce à une valve à quatre voies qui permet d’inverser le sens du pompage. Une seule colonne peut donc faire les deux modes sans y changer quoi que ce soit. Le mode ascendant sera utilisé si la phase mobile est moins dense que la phase stationnaire et elle sera insérée contre le champ centrifuge en pas de la colonne pour migrer jusqu’en haut. Le mode descendant correspond exactement au contraire, une phase mobile plus dense qui sera insérée en tête de colonne dans le sens du champ centrifuge et qui migrera vers le bas. Quand la phase mobile est insérée dans le rotor, la vitesse de rotation est augmentée à 700 tr/min. L’échantillon porté par la phase mobile traversera alors toute la colonne et ses composés seront répartis entre les deux phases selon leurs Kd. Les composés avec le plus petit Kd, ceux avec le plus d’affinités pour la phase mobile seront les premiers à être élués et seront récupérés par un collecteur de fractions ou seront dirigés vers un détecteur approprié pour passer à l’analyse. Dans la plupart des cas, les colonnes sont munies d’un système de récolte de l’échantillon automatique.

### Différences entre la CPC et la CCC
La chromatographie de partage centrifuge est en fait une technique venant de la  chromatographie à contre-courant (en) (CCC). La CCC est ce qu’on pourrait considérer comme une colonne hydrodynamique et la CPC une colonne hydrostatique. Les deux sont intimement liées puisque le principe physique permettant la séparation est le même. Seul le fonctionnement, la façon dont les deux phases se traversent change. Dans la CPC, le mouvement des liquides est passif, la phase mobile coule à travers la phase stationnaire grâce au pompage et à leur différence de densité. En pratique la phase mobile cascade dans la phase stationnaire en dérivant dans la direction de la rotation et forme un nuage de gouttelettes en touchant la paroi ou l’interface liquide. De plus si le pompage est arrêté, les deux phases restent en place. En comparaison, la forme spéciale de la colonne CCC fait monter en vis la phase moins dense lors de la rotation, ce qui pousse la phase plus dense vers le bas. On pompe alors vers le haut pour récupérer la phase moins dense. On peut considérer la CPC comme une forme de CCC mais avec un système d’équilibre des phases hydrostatique au lieu d’hydrodynamique.

## Instrumentation

### Instrumentation typique
De façon générale, le montage pour réaliser une CPC est composé de ces éléments-ci : une pompe, une valve d’injection, l’appareil de CPC, un détecteur et puis un collecteur de fraction. Dans cette pratique de la chromatographie, il est important de sélectionner la pompe selon les besoins qu’ils soient pharmaceutiques ou bien industriels. En effet, les pompes en CPC peuvent fournir un débit de 50mL/min (SCPC-100/250-L) allant jusqu’à 5L/min. Les pompes utilisées peuvent soit avoir un gradient binaire ou quaternaire selon la nécessité de la séparation. Pour les appareils de CPC, plusieurs appareils différents sont disponibles sur le marché. Kromaton et Armen Instrument sont deux exemples de fournisseurs de CPC. Tel que mentionné précédemment, la principale composante d’une CPC est les différents disques d’acier inoxydable dans lesquelles la phase stationnaire et mobile se versent. Toutefois, il existe une version de ces disques qui ont leurs cellules de séparation placées de manière jumelée. Ce sont des cellules jumelées. Le principe est le même à la base, sauf que la phase mobile passe au travers de deux cellules en dessous de l’autre avant de remonter vers le prochain couple. Pour ce qui est des aspects quantitatifs d’un appareil de chromatographie de partage centrifuge, le volume total de leur colonne peut varier de 100 mL (SCPC-100) allant jusqu’à 12,5 L (SCPC-12.5). La vitesse de rotation pour la centrifugation se trouve dans l’intervalle de 1 500  à   3 000 tr/min selon l’appareil utilisé. Pour ce qui est de la quantité d’analyte à insérer, un appareil pouvant gérer une faible quantité peut se faire injecter de 10 mg à 1 g (SCPC-100). Toutefois, d’autres CPC peuvent se rendre jusqu’à 100 g (SCPC-5000), voire 1 kg (SCPC-12.5). Même que certains appareils supportent l’injection en continu tout au long de la séparation. Une fois les analytes séparées, on peut procéder à la détection de celles-ci. Divers détecteurs peuvent être utilisés tel que le spectromètre de masse (MS), le spectrophotomètre UV visible (UV-VIS) ou bien le détecteur à diffusion de la lumière (Evaporative light scattering detector (ELSD) (en),). De plus, plusieurs chercheurs ont même couplé la CPC avec une HPLC. Afin d’opérer convenablement le tout, on peut utiliser un logiciel programmé spécifiquement pour la CPC. L’un de ces logiciels se nomme Armen Glider CPC de Armen Instrument. En général, ces logiciels permettent le contrôle de la vitesse de rotation de la CPC tout en ayant une multitude contrôle sur l’interface d’utilisation.

### Optimisation
Il existe deux techniques principales pour optimiser le rendement d’une colonne CPC. La méthode élution-extrusion correspond à une période élution normale puis on expulse la phase mobile la phase stationnaire dans la colonne avec de la phase stationnaire fraîche. Cela permet de récolter la totalité de l’échantillon et de diminuer le volume de phase mobile nécessaire à l’élution de composés qui auraient une forte affinité avec la phase stationnaire,.
Cependant la séparation arrête à la fin de l‘élution initiale. La deuxième méthode s’appelle dual. Après une élution période classique, le sens de pompage est inversé grâce à la vanne de commutation et la nature des phases est inversée aussi. Ainsi la phase stationnaire devient la phase mobile ce qui permet aux composés d’être élués une fois de plus dans un court laps de temps. La séparation des composés continue jusqu’à ce qu’ils soient sortis de la colonne. L’élution-extrusion est toutefois plus rapide que la dual.

## Avantages et inconvénients

### Avantages
La chromatographie de partage centrifuge possède plusieurs avantages. Le principal de ceux-ci est que cette technique de séparation ne nécessite pas de changement de colonne chromatographique entre diverses analyses contrairement à la HPLC. De plus, puisque la phase stationnaire est un liquide, on n’a pas à utiliser et à recycler de la silice. En général, un faible volume de la phase stationnaire est nécessaire afin de procéder à l’extraction. Tous ces avantages amènent à une réduction des couts nécessaires pour procéder aux extractions.
D’autre part, la CPC est une technique de séparation dite douce. En effet, il n’y a aucune présence d’adsorption irréversible ce qui amène à un taux de récupération allant au-delà de 90 %. On y perçoit aussi peu ou aucune dénaturation des molécules à extraire. Même que le taux de pureté de celles-ci se situe à plus de 99 %.

### Inconvénients
Toutefois, la CPC vient avec certaines restrictions. L’un de ses inconvénients et qu’elle possède une faible efficacité au niveau de sa hauteur de plateaux théoriques. De plus, celle-ci ne peut se rendre qu’au niveau du milligramme de masse d'analyte pour ses extractions contrairement au microgramme pour d’autres techniques de séparation. La CPC nécessite aussi une forte étanchéité afin de veiller à son bon fonctionnement.

## Applications et apparitions dans la littérature

### Applications
La chromatographie de partage centrifuge possède en soi une diversité d’applications. Sa principale étant l’extraction liquide-liquide de diverses substances (naturelles, pharmaceutiques, biologiques, etc). On retrouve surtout ce type d’extraction au niveau des molécules de produits naturels pour cette technique. Cet aspect est aussi utilisé afin de séparer des molécules d’une matrice biologique. Le meilleur exemple étant d’extraire des acides aminés ou bien des protéines d’une solution quelconque. Puisque la CPC ne sépare pas parfaitement les composés difficiles elle sert aussi beaucoup au préfractionnement des extraits bruts très complexes. D’autre part, la CPC peut même être utilisé pour des applications autres que l’extraction. En effet, on peut s’en servir pour produire des réactions enzymatiques pouvant aller au-delà de l’équilibre thermodynamique. On peut aussi voir son utilité au niveau industrielle, car on peut procéder à des extractions allant jusqu’au kilogramme.
La CPC possède d’ailleurs des applications dans les domaines tels que la pharmaceutique, la biotechnologie, le biomédical, les gras et huiles de fermentation, etc.

### Apparitions dans la littérature
Il y a de nombreuses mentions de la CPC dans des articles scientifiques, malgré le fait qu’elle est assez jeune. En commençant par la thèse de Michel T, citée plus haut, où il est question de séparer et analyser des molécules de l’argousier à l’aide d’un couplage CPC-HPLC-UV-MS. Seulement avec ceux utilisant la technologie de Kromaton il est possible de dénombré presque une centaine d’articles scientifiques qui usent la CPC comme technique de séparation.